# كارولين روز
كارولين روز (بالإنجليزية: Caroline Rose)‏ هي مغنية أمريكية، ولدت في 19 أكتوبر 1990 في لونغ آيلند في الولايات المتحدة.

## وصلات خارجية
- كارولين روز على موقع ميوزك برينز (الإنجليزية)
- كارولين روز على موقع أول ميوزيك (الإنجليزية)
- كارولين روز على موقع ديسكوغز (الإنجليزية)

- الموقع الرسمي